# محمد بن الأشعث الخزاعي

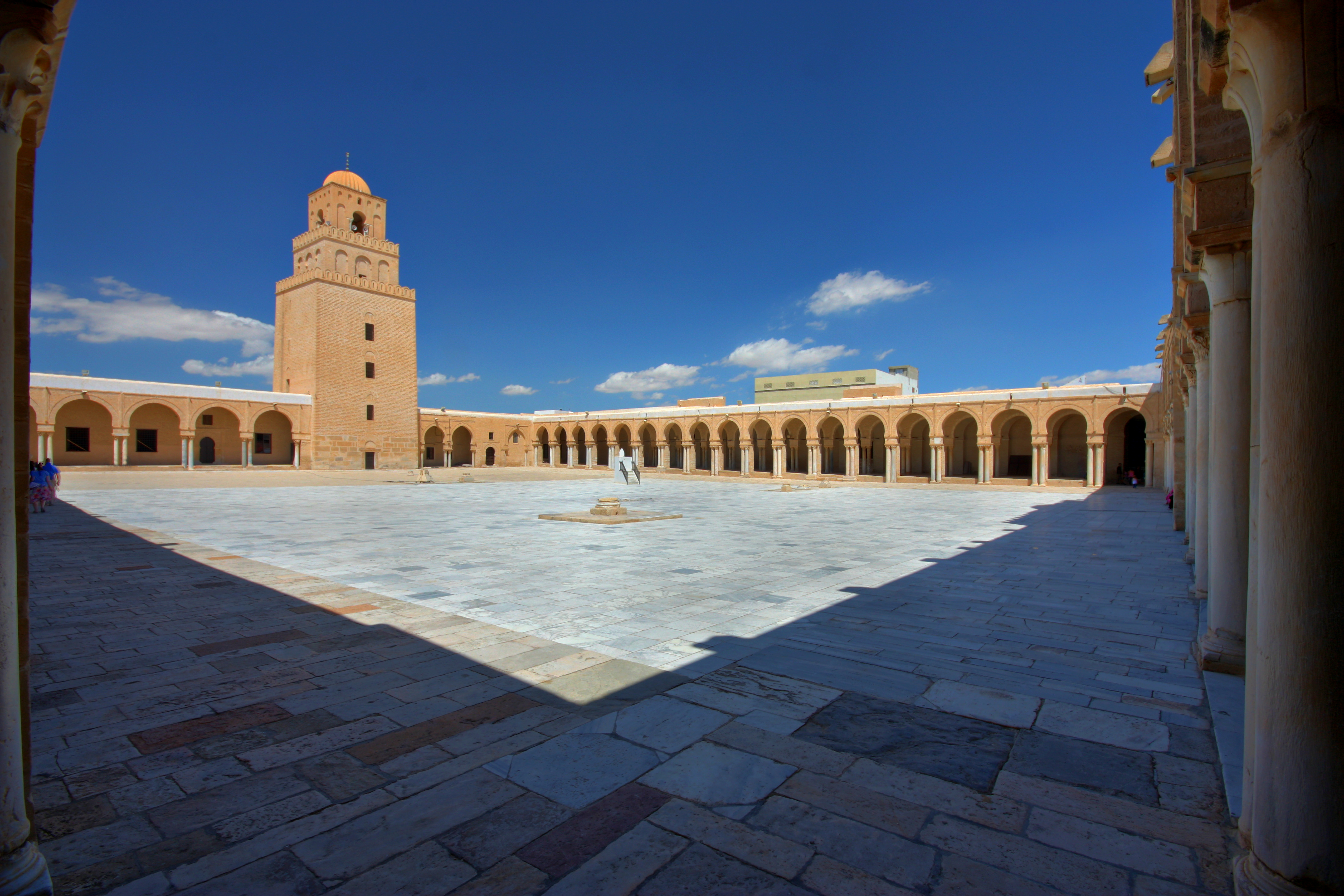
القيروان

محمد بن الاشعث الخزاعي قائد شهير واحد من كبار قادة اركان حرب الدولة العباسية في المشرق والمغرب وقد ولد في العراق ونشأ به فكان دينا تقيا وكان فارسا مغوارا لايشق له غبار إضافة إلى انه كان على جانب كبير من الذكاء ورجاحة العقل وحسن التدبير وسياسيا كبيرا عارفا بامور الحكم والسياسة في اقاليم الدولة الإسلامية. وكان موضع ثقة أبو جعفر المنصور واحترامه وكان محمد بن الاشعث حين بدأت الثورة العباسية من قادة أبي مسلم الخراساني.

## اسمه ونسبه
هو أبو جعفر محمد بن الأشعث بن عقبة بن أُهبان بن الأكْوع مكلم الذئب بن عبّاد بن ربيعة بن كعب بن أميّة بن يقظة بن خُزيمة بن مالك بن سلامان بن أسلم بن أفصى الخزاعي من قبيلة خزاعة الشهيرة.

## حروبه في بلاد فارس
كان أبو مسلم الخراساني قد جعله والي بلاد فارس وأمره أنه خلع الخليفة المنصور بالري.
وكان سبب ذلك أن جمهور بن مرار العجلي لما هزم سنباذ المجوسي حوى ما كان في عسكره وكان فيه خزائن أبي مسلم الخراساني فلم يوجهها إلى المنصور ثم خاف من المنصور فخلعه من الخلافة فوجه إليه أبو جعفر المنصور محمد بن الأشعث هذا في جيش عظيم.

## معركة الفيروزان
فسار محمد بن الاشعث إلى الري ففارقها جمهور وسار نحو أصبهان ودخل محمد الري وملك جهمور أصبهان فأرسل إليه محمد عسكرًا وبقي هو بالري.
فأشار على جمهور بعض أصحابه أن يسير في نخبة من عسكره إلى جهة محمد بن الأشعث فإنه في قلة فإن ظفر به فلم يكن لمن بعده بقية فسار جمهور إليه مجدًا.
وبلغ محمدًا خبره فحذر واحتاط وأتاه عسكر من خراسان فقوي بهم فالتقوا بقصر الفيروزان بين الري وأصبهان فاقتتلوا قتالًا عظيمًا ومع جمهور نخبة فرسان العجم فهزم جمهور وقتل من أصحابه خلق كثير.
فهرب جمهور ولحق بأذربيجان ثم قتل بعد ذلك بأسبار قتله أصحابه وحملوا رأسه إلى أبي جعفر المنصور ولمحمد هذا عدة مواقف وأمور يطول شرحها.

## ولايته على مصر
وقدم مصر في يوم الاثنين 5 ذي الحجة من سنة 141 هـ واليا عليه من قبل أبي جعفر المنصور وجعل قائد شرطته المهاجر بن عثمان الخزاعي ثم عزله وجعل عوضه محمد بن معاوية بن بحير بن ريسان الكلاعي مكانه.
ولما استقر محمد بن الأشعث هذا في إمرة مصر أرسل الخليفة أبو جعفر المنصور إلى نوفل بن الفرات: أن اعرض على محمد بن الأشعث ضمان خراج مصر فإن ضمنه فأشهد عليه وأشخص إلي الشهادة وإن أبى فكن أنت على الخراج عادتك فعرض نوفل على ابن الأشعث هذا الكلام فأبى من الضمان فانتقل نوفل إلى الدواوين ففقد محمد بن الأشعث من عنده فسأل عنهم فقيل له: هم عند صاحب الدواوين فندم ابن الأشعث على ما وقع منه من ترك الخراج.
وورد عليه البريد بعزله عن إمرة مصر وتكليف محمد بن الاشعث الخزاعي لحرب الخوارج في المغرب العربي وولي مصر عوضه حميد بن قحطبة وذلك في أوائل سنة 143 هـ فكانت ولايته على مصر سنة واحدة وشهرًا واحدًا.

## استعادة المغرب الادنى
فقد ارسله أبو جعفر المنصور لاستعادة السيطرة على المغرب العربي من الخوارج بقيادة ابي الخطاب المعافري فأرسل محمد بن الاشعث حملة بقيادة ابي الاحوص العجلي فهزمه أبي الخطاب.

### معركة تاورغا
فقرر محمد بن الاشعث الذهاب بنفسه بأمر من ابي جعفر المنصور بجيش مقداره أربعين الف جندي ولما اقترب بن الأشعث من الخوارج عند تاروغا قرب سرت دارة معركة حامية الوطيس انتصر فيها جيش الخلافة انتصاراً ساحقا على خوارج أفريقية وقتل قائدهم ابي الخطاب وقتل الكثير من خوارج البربر وتفرقوا في نواحي أفريقية والمغرب.

### هزيمة أبو هريرة الزناتي
وبعد انتهاء بن الأشعث من هزيمة الخوارج وتفرقوا في البلاد بعد معركة تاورغا ظن ان الخوارج قد انتهت قواهم فإذا بابي هريرة الزناتي الخارجي يباغتهم بستة عشر الفاً من الخوارج فكرَّ عليه بن الأشعث وهزمه شر هزيمة وتفرق جنده.

### دخول القيروان
ثم بعد ذلك دخل محمد بن الاشعث الخزاعي القيروان وذلك سنة 144هـ وهو أول قائد دخل المدينة للعباسيين. وفي سنة 145 هـ أمر ببناء سور القيروان وأتمه سنة 146هـ وقام بتحصينها حيث طوقها بسور من طوب سمكه عشرة أذرع.

### استعادة طرابلس
وقام ابن الأشعث فافتتح طرابلس واستعاد سيطرة العباسيين عليها واستعمل عليها المخارق غفارا الطائي وطهرهها من عناصر الخوارج.

### استعادة ودان
ثم سيّر بن الاشعث جيشا إلى ودان في الجنوب الليبي واستعاد السيطرة عليها وقضى على قوة الخوارج فيه واجلى باقيهم إلى القيروان.

### استعادة زويلة
ثم سيّر بن الاشعث جيشا إلى زويلة في أقصى الجنوب الليبي الحدود مع السودان وتم هزيمة الخوارج وقتل قائدهم عبد الله بن حيان وتمت استعادتها.
ثم امعن محمد بن الاشعث الخزاعي في القضاء على الخوارج في كل سهل ووعر حتى استتاب البربر ونشر الأمن في ربوع أفريقية المغرب الادنى.

#### معركة بقمونية
وثار على محمد بن الاشعث أحد قادته اسمه هاشم بن الشاحج وانضم اليه كثير من الجند فارسل اليه جيشا فانتصر هاشم فأرسل اليه بن الاشعث جيشا اخر فانتصر على هاشم فهرب هاشم إلى المغرب الأوسط بتاهرت.

## استعادة المغرب الأوسط
ثم تتبع محمد بن الاشعث الخوارج في المغرب الأوسط وكان من ضمنهم عبد الرحمن بن رستم مؤسس الدولة الرستمية حيث طارده إلى جبال سوفجج بالمغرب الأوسط حيث حاصره هناك ناجياً بنفسه.

### معركة تهودة
ثم ان هاشم بن الشاحج بعد هزيمته في بقموينة جمع عددا كبيرا من البربر ومن انضم اليه من الجند الناقمين على بن الاشعث فأرسل اليه بن الاشعث جيشا قويا فلقيه بتهوذة بالمغرب الأوسط قرب بسكرة واوقع هزيمة منكرة بهاشم بن الشاحج وهرب هاشم إلى طرابلس وقتل هناك.

## عزل محمد بن الاشعث
ثم ثار على محمد بن الاشعث الخزاعي قائد من كبار قواده اسمه عيسى بن موسى تعصبا لمضرية الذين قتلهم بن الاشعث مع هاشم بن الشاحج اتفق عيسى بن موسى مع القادة على إخراج بن الاشعث وعزله من غير قتال فقبل محمد بن الاشعث ذلك لما رأى غلبة عيسى بن موسى وانضمام قادة الجند اليه.

## وفاته
خرج محمد بن الأشعث بعد عزله عن المغرب العربي وتوجه إلى الخليفة أبي جعفر المنصور في بغداد فأكرمه أبو جعفر المنصور وجعله من أكابر أمرائه.
ودام عنده حتى وجهه أبو جعفر المنصور مع ابنه محمد المهدي إلى غزو الروم فتوجه محمد بن الأشعث مع المهدي هو والحسن بن قحطبة فمرض القائد محمد بن الأشعث الخزاعي في أثناء الطريق وتوفي رحمه الله وذلك سنة 149 هـ ودفن هناك في بلاد الروم في اسيا الصغرى تركيا حاليا.